# Lecane margarethae
Lecane margarethae is een raderdiertjessoort uit de familie Lecanidae. De wetenschappelijke naam van deze soort is voor het eerst geldig gepubliceerd in 1991 door Segers.